# 四万十川学習センターおさかな館
四万十川学習センターおさかな館（しまんとがわがくしゅうセンターおさかなかん）は、愛媛県松野町の道の駅虹の森公園まつの内にある水族館。主に、四万十川の淡水魚を中心に約120種を展示している。

## 展示
- アカメ 展示数は日本一である。
- ハダカカメガイ
- ピラルクー
- コビトカイマン 水浴びの際、二本足で直立する事で有名である。
- フンボルトペンギン 館内を散歩するイベントが行われている。
- コツメカワウソ

など

## 施設
- 開館時間:10:00〜17:00
- 入館料:高校生以上900円・小学生400円・幼児(3歳以上)200円
- 定休日:毎週水曜日(ただし、ゴールデンウィーク・7月～8月・春・冬休み期間中は無休)
- 休館日:元日